# Микафолий
Микафо́лий (нем. Micafolium, от лат. mica — слюда  + лат. folium — лист) — электроизоляционный материал, получаемый наклеиванием двух или трех слоев щипаной слюды (мусковит или флогопит) на плотную телефонную бумагу толщиной 0,05 мм; разновидность гибкого формовочного миканита. В качестве связующего компонента используется глифталевый, масляно-глифталевый и другие лаки. Микафолий впервые  был разработан для использования на упаковочной машине «Haefely», но затем название стали использовать по отношению к упаковочному материалу, изготавливаемому в виде непрерывных отрезков.
Электрическая прочность 20—25 кВ/мм, удельное сопротивление {\displaystyle \rho =10^{14}} Ом/см³; прочность на разрыв 2 кг/мм². Электрическая прочность микафолия из мусковита должна быть не менее 16 кВ/мм, из флогопита - не менее 13 кВ/мм. Микафолий выпускается в рулонах и листах, шириной не менее 400 мм., толщиной 0,15; 0,20 и 0,30 мм. В микафолии 50—65% (по весу) слюды, 30—42% клеящих веществ, остальное — бумага и летучие вещества. Микафолий, как и формовочный миканит, обладает способностью формоваться в нагретом состоянии. При помощи горячего прессования  из микафолия изготавливают трубки для изоляции болтов и шпилек, гильзы для пазовой изоляции обмоток и другие фасонные изделия. Все виды микафолия относятся к классу В, т. е. могут работать при температурах до 130° С.
Разновидностью микафолия является стекломикафолий. Для изготовления  стекломикафолия  щипанную слюду наклеивают не на плотную телефонную бумагу, а на бесщелочную стеклянную ткань. При этом применяются нагревостойкий кремний-органический или другие лаки. Нагревостойкий микафолий применяется в электрических машинах с повышенными рабочими температурами, до 180°С. Стекломикафолий, выпускаемый на глифталевом лаке, по нагревостойкости относится к классу В, а на полиэфирном лаке относится к классу F, т. е. может использоваться до 155° С.